# Cratere Dunér
Dunér è un cratere lunare di 65,07 km situato nella parte nord-occidentale della faccia nascosta della Luna.
Il cratere è dedicato all'astronomo svedese Nils Christoffer Dunér.

## Crateri correlati
Alcuni crateri minori situati in prossimità di Dunér sono convenzionalmente identificati, sulle mappe lunari, attraverso una lettera associata al nome.
| Dunér | Coordinate             | Diametro (in km) |
| ----- | ---------------------- | ---------------- |
| A     | 47°07′12″N 179°46′48″E | 37               |